# Erysiphe convolvuli
Erysiphe convolvuli is een echte meeldauw die behoort tot de familie Erysiphaceae. Deze biotrofe parasiet komt voor op planten uit de windefamilie.
De soort kent meerdere variëteiten, zoals:
- Erysiphe convolvuli var. convolvuli(Akkerwindemeeldauw)
- Erysiphe convolvuli var. calystegiae (Haagwindemeeldauw)